# Johann Heinrich von Bernstorff

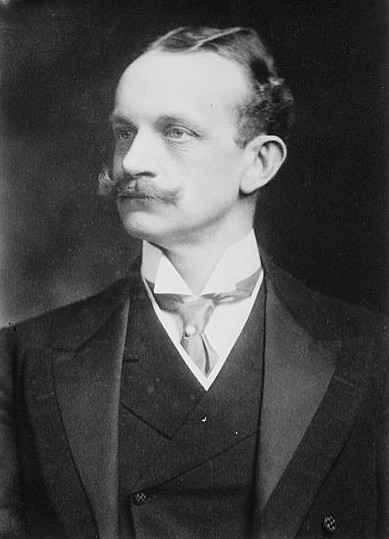
Von Bernstorff in 1908

Johann Heinrich von Bernstorff (1862–1939) was een Duits diplomaat en aristocraat. Hij stamde uit het Noord-Duits adelsgeslacht Von Bernstorff en was ambassadeur van het Duitse Keizerrijk in de Verenigde Staten. Von Bernstorff werd op 24 december 1909 door Wilhelm II van Pruisen, keizer van Duitsland, onderscheiden met de IIe Klasse van de Orde van de Rode Adelaar.